# ハバー駅
ハバー駅（英語:  Havre station）はアメリカ合衆国モンタナ州ハバー メイン・ストリート235にある駅。 全米各地を結ぶ旅客鉄道のアムトラックが乗り入れている。

## 概要
駅舎は1904年にグレート・ノーザン鉄道によって建設された。
駅構内にグレート・ノーザン鉄道 S-2形蒸気機関車の静態保存機とジェームズ・ジェローム・ヒルの銅像がある。

## 利用可能な鉄道路線／列車
アムトラックの停車する列車は下記の通り。
シカゴとシアトル / ポートランド間の夜行長距離列車エンパイア・ビルダー … 1往復/日 発着
※当駅にはシカゴ - シアトル間、シカゴ - ポートランド間の編成とも停車。ワシントン州のスポケーン・インターモーダル駅にて連結および切り離しを行う。